# Diademmotmot

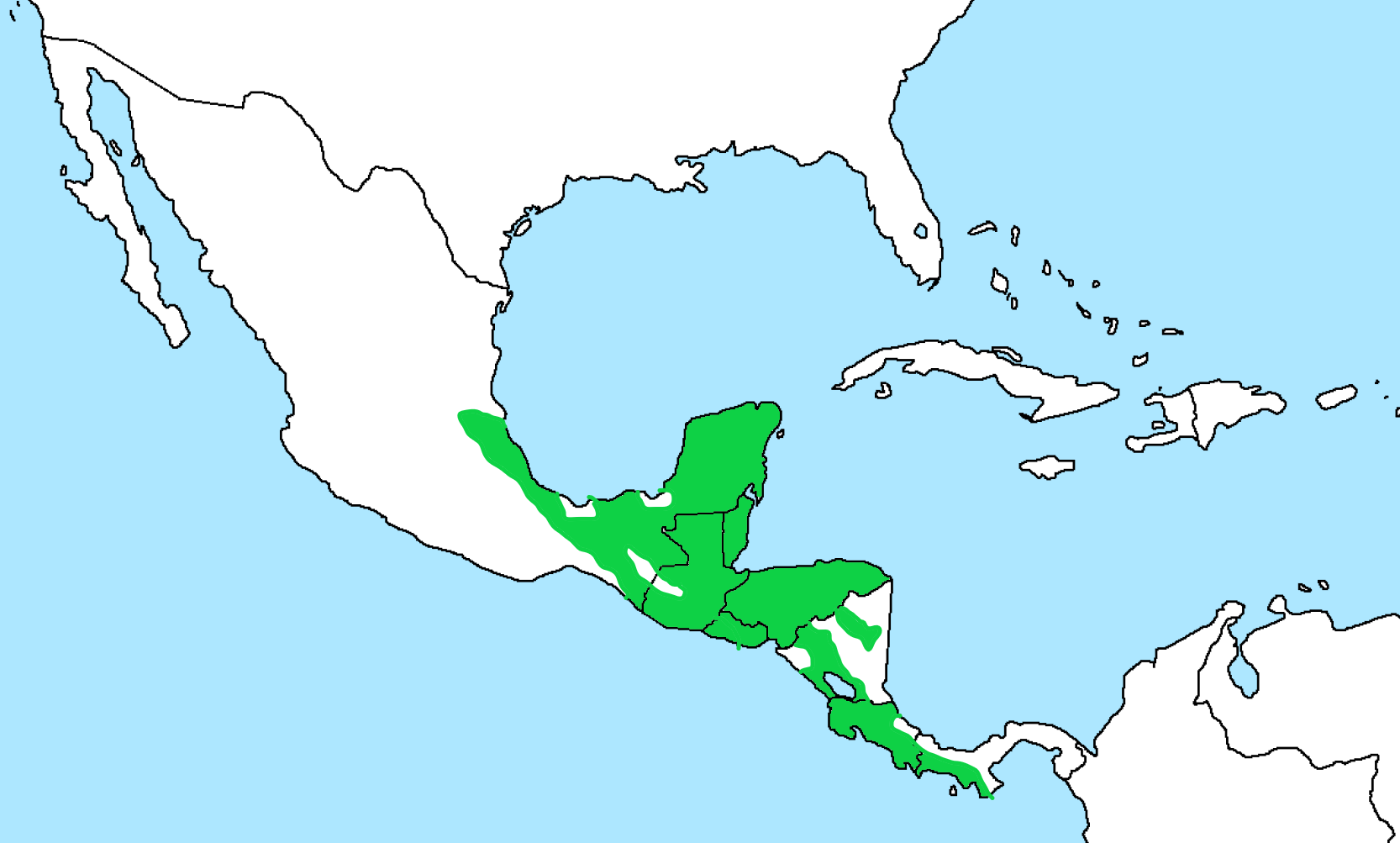
Verbreitungsgebiet des Diademmotmots

Der Diademmotmot (Momotus lessonii) ist eine Vogelart aus der Familie der Sägeracken (Momotidae).
Der Vogel kommt in Wäldern und baumbestandenen Flächen im Süden Mexikos und im Westen Panamas vor.
Die Art war ursprünglich vom Erstbeschreiber als eigenständig angesehen worden, später wurde sie dann zusammen mit dem Blauscheitelmotmot (Momotus coeruliceps), dem Rötelbauchmotmot (Momotus subrufescens), dem Trinidadmotmot (Momotus bahamensis) und dem Hochlandmotmot (Momotus aequatorialis) als Unterarten des breit angelegten, auf Englisch „Blue-crowned Motmot“ genannten Momotus momota sensu lato (im weiteren Sinne), dem jetzigen Amazonasmotmot (Momotus momota) angesehen und als Momotus momota lessonii bezeichnet.
Nach einer taxonomischen Revision wurde die Art wieder als selbständig anerkannt.
Der Lebensraum umfasst eine Vielzahl an baumbestandener Flächen einschließlich
tropischen Regenwalds, trockenere Wälder, überwachsene Schluchten, hoher Sekundärwald, Gärten und Plantagen bis 2159 m Höhe.
Der Artzusatz bezieht sich auf Pierre-Adolphe Lesson.

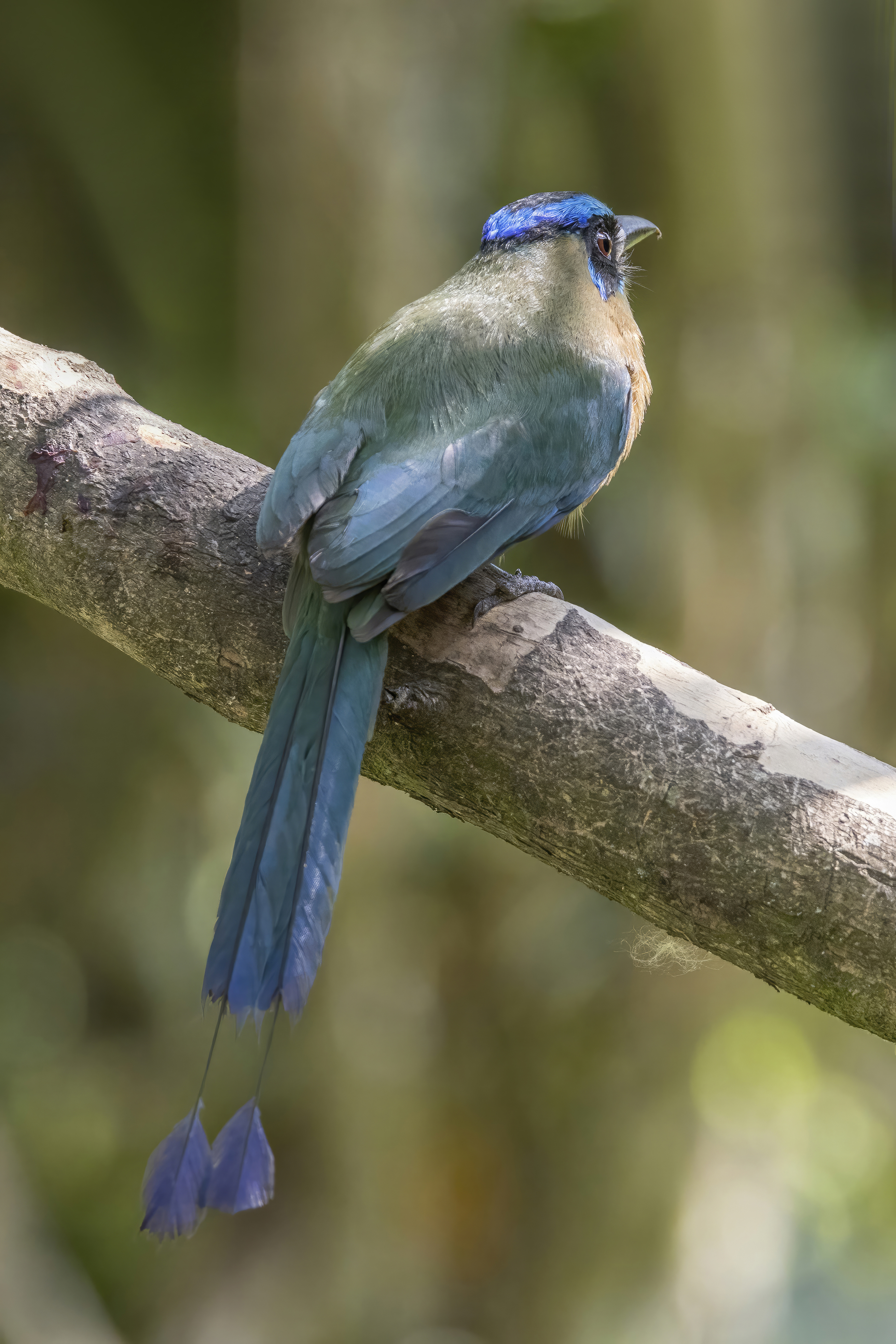
Diademmotmot zeigt seine Schwanzfedern

## Merkmale
Die Art ist 38–43 cm groß und wiegt zwischen 77 und 102 (exiguus) beziehungsweise 97 und 148 g (lessonii). Merkmale sind türkisblaue Kopfkappe, langer blauer Schwanz mit blauem Spatel und schwarze Spitze, leicht abwärts gekurvter grauer bis schwärzlicher Schnabel, sichtbare Zähnelung an der Schnabelkante. Die schwarze Maske ist türkisblau abgesetzt in Richtung Wangen und Nacken. Nacken und Schulterpartie ist gelbbraun, der Rücken türkisfarben, die Flügel etwas grünlicher. Kinn und Kehle sind heller blaugrün, die Brust rötlich bis orange mit kleinem schwarzen Strich in der Mitte und geht in zunächst gelbbräunliche, dann eher grünliche Unterseite über. Die Schwanzunterseite ist blau mit schwarzen Rändern. Die Iris ist rot, die Füße sind graubraun.
Bei Jungvögeln ist das Auge dunkelbraun, die Kopfkappe grünlichblau, die Abgrenzung undeutlich, die Maske noch eher grau als schwarz, der Brustfleck und die Spatel fehlen.
Die Art unterscheidet sich vom nicht im gleichen Verbreitungsgebiet vorkommendem Blauscheitelmotmot (Momotus coeruliceps) durch die Kopffärbung, die kleinere schwarze Zeichnung an der Brust und weniger Rotbraun an Brust und Mantel, der in der Nähe vorkommende Rötelbauchmotmot (Momotus subrufescens) ist kleiner, hat ein blaues Band um den Scheitel, die Brust ist grüner als die übrige Unterseite. Der gleichfalls kleinere Türkisbrauenmotmot (Eumomota superciliosa) hat sehr lange Schafte an den Schwanzfedern mit breiteren Spitzen an den Spateln, leuchtend türkisblaue Flugfedern, einen zotteligen schwarzen Kehlstreif und rotbraunen Fleck auf dem Rücken, der Kielschnabelmotmot (Electron carinatum) hat einen sehr breiten Schnabel, einen türkisfarbenen Überaugenstreif, eine rotbraune Stirn, größere schwarze Brustflecken und kleinere Spatel.

## Geografische Variation
Es werden folgende Unterarten anerkannt:
- M. l. goldmani Nelson, 1900[10] – Ostmexiko (Veracruz, Oaxaca, Tabasco) und angrenzend in Guatemala (Petén), blasser gefärbt
- M. l. exiguus Ridgway, 1912[11] – Yucatán Halbinsel, kleiner
- M. l. lessonii Lesson, R., 1842, Nominatform – Chiapas bis Westpanama

Es wurden Hybride zwischen dem Blauscheitelmotmot (Momotus coeruliceps) und dem Diademmotmot Momotus coeruliceps x lessonii nachgewiesen.

## Stimme
Der Gesang des Männchens wird oft von ziemlich frei stehenden Ansitzen aus vorgetragen und wird als leiser Doppellaut „oot-oot“ oder „hoop-hoop“ beschrieben, oft vor Beginn der Dämmerung zu hören. Rufen mehrere Vögel zusammen, ergeben sich auch längere Folgen dieser Laute. Der Alarmruf ist ein hartes, hohl klingendes „kluk-kluk-kluk...“ oder „klok-klok-klok…“, auch mal ein an einen Brillenkauz (Pulsatrix perspicillata) erinnerndes „wuuh wuh-wuh-wuh-wuh-wuh-wuh-wuh“.

## Lebensweise
Die Art dürfte ein Standvogel sein, allenfalls kommen Wanderbewegungen auf die Pazifikseite in Mexiko vor.
Die Nahrung besteht hauptsächlich aus Insekten aller Art, auch kleine Reptilien und Säugetiere wie Kleinohrspitzmäuse (Cryptotis), Fledertiere und Handleyomys alfaroi (Nagetier), gelegentlich kleine Vögel wie Grünstirn-Brillantkolibri (Heliodoxa jacula) oder Wechselspelzer (Sporophila americana). Die Nahrung wird in der Vegetation und auf dem Boden gesucht, auch aus dem Flug heraus. Gerne folgt die Art Wanderameisen, nutzt auch Straßenbeleuchtung, um dort Nachtfalter zu erbeuten.
Die Brutzeit liegt zwischen April und Juni im Süden Mexikos und zwischen März und Mai in Costa Rica. Die Nisthöhle wird meist in einer Böschung gegraben, 1 bis 4 m lang mit oft gut getarntem Eingang. Das Nest kann wiederverwendet werden, mitunter zu anderen Brutzeiten auch von anderen Arten.
Das Gelege besteht aus 3 bis 5 weißen Eiern, die über etwa 21 Tage bebrütet werden.

## Gefährdungssituation
Der Bestand gilt als „nicht gefährdet“ (Least Concern).